# Diskografie Calvina Harrise
Toto je seznam doposud vydané diskografie skotského diskžokeje Calvina Harrise.

## Alba

### Studiová alba
| Název                                                                                   | Detaily o albu                                                              | Umístění v hitparádách | Umístění v hitparádách | Umístění v hitparádách | Umístění v hitparádách | Umístění v hitparádách | Umístění v hitparádách | Umístění v hitparádách | Umístění v hitparádách | Umístění v hitparádách | Umístění v hitparádách | Prodeje       | Certifikace                                                                                         |
| Název                                                                                   | Detaily o albu                                                              | UK                     | AUS                    | BEL (FL)               | CAN                    | FRA                    | GER                    | IRE                    | NLD                    | NZ                     | US                     | Prodeje       | Certifikace                                                                                         |
| --------------------------------------------------------------------------------------- | --------------------------------------------------------------------------- | ---------------------- | ---------------------- | ---------------------- | ---------------------- | ---------------------- | ---------------------- | ---------------------- | ---------------------- | ---------------------- | ---------------------- | ------------- | --------------------------------------------------------------------------------------------------- |
| I Created Disco                                                                         | - Vydáno: 15. června 2007 - Vydavatelství: Fly Eye, Columbia                | 8                      | —                      | —                      | —                      | 95                     | —                      | 34                     | —                      | —                      | —                      | - UK: 223,845 | - BPI: Gold                                                                                         |
| Ready for the Weekend                                                                   | - Vydáno: 14. srpna 2009 - Vydavatelství: Fly Eye, Columbia                 | 1                      | 39                     | —                      | —                      | 139                    | —                      | 6                      | —                      | —                      | —                      | - UK: 274,786 | - BPI: Platinum - ARIA: Gold                                                                        |
| 18 Months                                                                               | - Vydáno: 26. října 2012 - Vydavatelství: Deconstruction, Fly Eye, Columbia | 1                      | 5                      | 50                     | 8                      | 110                    | 63                     | 2                      | 48                     | 4                      | 19                     | - UK: 923,861 | - BPI: 4× Platinum - ARIA: 2× Platinum - IRMA: Gold - MC: 2× Platinum - RIAA: Platinum - RMNZ: Gold |
| Motion                                                                                  | - Vydáno: 31. října 2014 - Vydavatelství: Fly Eye, Columbia                 | 2                      | 3                      | 20                     | 2                      | 20                     | 20                     | 5                      | 25                     | 4                      | 5                      | - US: 66,000  | - BPI: Platinum - ARIA: Platinum - BVMI: Gold - MC: 2× Platinum - RIAA: Platinum                    |
| Funk Wav Bounces Vol. 1                                                                 | - Vydáno: 30. června 2017 - Vydavatelství: Columbia                         | 2                      | 5                      | 14                     | 1                      | 21                     | 29                     | 2                      | 5                      | 3                      | 2                      | - US: 23,000  | - BPI: Gold - ARIA: Gold - MC: 2× Platinum - RIAA: Platinum                                         |
| Funk Wav Bounces Vol. 2                                                                 | - Vydáno: 5. srpna 2022 - Vydavatelství: Columbia                           | 5                      | 30                     | 112                    | 9                      | 45                     | —                      | 23                     | 28                     | 18                     | 17                     |               | |
| 96 Months                                                                               | - Vydáno: 9. srpna 2024 - Vydavatelství: Columbia                           | 11                     | 30                     | 126                    | 56                     | —                      | —                      | 6                      | —                      | 26                     | —                      |               | |
| "—" značí, že se nahrávka neumístila v hitparádách nebo v tomto území ani nebyla vydána |                                                                             |                        |                        |                        |                        |                        |                        |                        |                        |                        |                        |               | |

### Mixová alba
- L.E.D. Festival Presents Calvin Harris (2010)

## Extended play
- Napster Live Session (2007)
- iTunes Live: Berlin Festival (2008)
- iTunes Live: London Festival '09 (2009)
- Normani x Calvin Harris (2018, s Normani)
- I'm Not Alone 2019 (2019)
- Love Regenerator 1 (2020, jako Love Regenerator)[26]
- Love Regenerator 2 (2020, jako Love Regenerator)
- Love Regenerator 3 (2020, jako Love Regenerator)
- Moving (2020, jako Love Regenerator, s Eli Brown)
- Rollercoaster (2021, jako Love Regenerator, se Solardo)[27]

## Singly

### Jako hlavní umělec
| Název                                                                                   | Rok  | Umístění v hitparádách | Umístění v hitparádách | Umístění v hitparádách | Umístění v hitparádách | Umístění v hitparádách | Umístění v hitparádách | Umístění v hitparádách | Umístění v hitparádách | Umístění v hitparádách | Umístění v hitparádách | Certifikace | Album                                      |
| Název                                                                                   | Rok  | UK                     | AUS                    | BEL (FL)               | CAN                    | FRA                    | GER                    | IRE                    | NLD                    | NZ                     | US                     | Certifikace | Album                                      |
| --------------------------------------------------------------------------------------- | ---- | ---------------------- | ---------------------- | ---------------------- | ---------------------- | ---------------------- | ---------------------- | ---------------------- | ---------------------- | ---------------------- | ---------------------- | --- | ------------------------------------------ |
| "Acceptable in the 80s"                                                                 | 2007 | 10                     | 97                     | —                      | —                      | —                      | 30                     | 30                     | —                      | —                      | —                      | - BPI: Gold - ARIA: 2× Platinum | I Created Disco                            |
| "The Girls"                                                                             | 2007 | 3                      | 33                     | —                      | —                      | —                      | —                      | 23                     | —                      | —                      | —                      | - BPI: Silver - ARIA: Gold | I Created Disco                            |
| "Merrymaking at My Place"                                                               | 2007 | 43                     | —                      | —                      | —                      | —                      | —                      | —                      | —                      | —                      | —                      | | I Created Disco                            |
| "I'm Not Alone"                                                                         | 2009 | 1                      | 48                     | 13                     | —                      | —                      | —                      | 4                      | —                      | 40                     | —                      | - BPI: Platinum - ARIA: 2× Platinum | Ready for the Weekend                      |
| "Ready for the Weekend"                                                                 | 2009 | 3                      | —                      | —                      | —                      | —                      | —                      | 9                      | —                      | —                      | —                      | - BPI: Silver - ARIA: Gold | Ready for the Weekend                      |
| "Flashback"                                                                             | 2009 | 18                     | 38                     | —                      | —                      | —                      | —                      | 23                     | —                      | —                      | —                      | - BPI: Silver - ARIA: Platinum | Ready for the Weekend                      |
| "You Used to Hold Me"                                                                   | 2010 | 27                     | 57                     | —                      | —                      | —                      | —                      | 30                     | —                      | —                      | —                      | - ARIA: Platinum | Ready for the Weekend                      |
| "Bounce" (feat. Kelis)                                                                  | 2011 | 2                      | 7                      | 7                      | —                      | —                      | —                      | 6                      | 28                     | 6                      | —                      | - BPI: Platinum - ARIA: 4× Platinum - MC: Gold - RMNZ: Gold                                                                                          | 18 Months                                  |
| "Feel So Close"                                                                         | 2011 | 2                      | 7                      | 25                     | 9                      | 11                     | —                      | 2                      | 15                     | 5                      | 12                     | - BPI: 2× Platinum - ARIA: 9× Platinum - BVMI: Gold - MC: 8× Platinum - RIAA: 3× Platinum - RMNZ: Platinum                                           | 18 Months                                  |
| "Let's Go" (feat. Ne-Yo)                                                                | 2012 | 2                      | 17                     | 31                     | 19                     | 117                    | 59                     | 6                      | 27                     | 14                     | 17                     | - BPI: Platinum - ARIA: 2× Platinum - MC: Platinum - RIAA: Gold                                                                                      | 18 Months                                  |
| "We'll Be Coming Back" (feat. Example)                                                  | 2012 | 2                      | 8                      | —                      | —                      | —                      | —                      | 1                      | 30                     | 16                     | —                      | - BPI: Platinum - ARIA: 3× Platinum - MC: Gold - RMNZ: Gold                                                                                          | 18 Months                                  |
| "Sweet Nothing" (feat. Florence Welch)                                                  | 2012 | 1                      | 2                      | 9                      | 15                     | 17                     | 19                     | 1                      | 22                     | 2                      | 10                     | - BPI: Platinum - ARIA: 6× Platinum - BEA: Gold - BVMI: Platinum - MC: 5× Platinum - RIAA: 3× Platinum - RMNZ: Platinum                              | 18 Months                                  |
| "Drinking from the Bottle" (feat. Tinie Tempah)                                         | 2013 | 5                      | 16                     | 34                     | —                      | 62                     | —                      | 9                      | —                      | 34                     | —                      | - BPI: Platinum - ARIA: 2× Platinum | 18 Months                                  |
| "I Need Your Love" (feat. Ellie Goulding)                                               | 2013 | 4                      | 3                      | 8                      | 13                     | 10                     | 13                     | 6                      | 29                     | 15                     | 16                     | - BPI: Platinum - ARIA: 5× Platinum - BEA: Gold - BVMI: Platinum - MC: 4× Platinum - RIAA: 3× Platinum - RMNZ: Gold                                  | 18 Months                                  |
| "Thinking About You" (feat. Ayah Marar)                                                 | 2013 | 8                      | 28                     | 20                     | 58                     | 92                     | 56                     | 11                     | 21                     | 40                     | 86                     | - BPI: Platinum - ARIA: 2× Platinum - MC: Platinum - RIAA: Platinum                                                                                  | 18 Months                                  |
| "Under Control" (s Alesso feat. Hurts)                                                  | 2013 | 1                      | 17                     | 42                     | 82                     | 55                     | 24                     | 5                      | —                      | 31                     | —                      | - BPI: Platinum - ARIA: 2× Platinum - BVMI: Gold - MC: Platinum - RIAA: Platinum                                                                     | Motion                                     |
| "Summer"                                                                                | 2014 | 1                      | 4                      | 5                      | 3                      | 15                     | 3                      | 1                      | 1                      | 19                     | 7                      | - BPI: 3× Platinum - ARIA: 7× Platinum - BEA: Gold - BVMI: 3× Gold - MC: 8× Platinum - RMNZ: Gold - RIAA: 6× Platinum                                | Motion                                     |
| "Blame" (feat. John Newman)                                                             | 2014 | 1                      | 9                      | 7                      | 11                     | 7                      | 4                      | 5                      | 1                      | 9                      | 19                     | - BPI: 2× Platinum - ARIA: 4× Platinum - BVMI: Platinum - MC: 4× Platinum - RIAA: 3× Platinum - RMNZ: Gold                                           | Motion                                     |
| "Outside" (feat. Ellie Goulding)                                                        | 2014 | 6                      | 7                      | 8                      | 10                     | 19                     | 1                      | 5                      | 7                      | 7                      | 29                     | - BPI: 2× Platinum - ARIA: 5× Platinum - BVMI: 3× Gold - MC: 4× Platinum - RIAA: 3× Platinum - RMNZ: Platinum                                        | Motion                                     |
| "Open Wide" (feat. Big Sean)                                                            | 2015 | 23                     | 77                     | —                      | —                      | 37                     | 22                     | 63                     | —                      | —                      | —                      | - ARIA: Gold - MC: Platinum - RIAA: Gold | Motion                                     |
| "Pray to God" (feat. Haim)                                                              | 2015 | 35                     | 10                     | —                      | 68                     | 59                     | 23                     | 21                     | 25                     | 39                     | —                      | - BPI: Gold - ARIA: 2× Platinum - BVMI: Gold - MC: Gold - RIAA: Gold                                                                                 | Motion                                     |
| "How Deep Is Your Love" (s Disciples)                                                   | 2015 | 2                      | 1                      | 1                      | 16                     | 2                      | 4                      | 2                      | 1                      | 2                      | 27                     | - BPI: 3× Platinum - ARIA: 8× Platinum - BEA: Platinum - BVMI: 3× Gold - MC: Platinum - RIAA: 4× Platinum - RMNZ: 2× Platinum                        | 96 Months                                  |
| "This Is What You Came For" (s Rihanna)                                                 | 2016 | 2                      | 1                      | 4                      | 1                      | 5                      | 5                      | 1                      | 3                      | 2                      | 3                      | - BPI: 4× Platinum - ARIA: 12× Platinum - BEA: 2× Platinum - BVMI: 3× Gold - MC: 4× Platinum - RIAA: 8× Platinum - RMNZ: Platinum - SNEP: Diamond    | 96 Months                                  |
| "Hype" (s Dizzee Rascal)                                                                | 2016 | 34                     | —                      | —                      | —                      | —                      | —                      | 71                     | —                      | —                      | —                      | - BPI: Silver | Singl bez alb                              |
| "My Way"                                                                                | 2016 | 4                      | 9                      | 5                      | 14                     | 4                      | 5                      | 4                      | 4                      | 10                     | 24                     | - BPI: Platinum - ARIA: 5× Platinum - BEA: Platinum - BVMI: 3× Gold - MC: Platinum - RIAA: 2× Platinum - RMNZ: Gold - SNEP: Diamond                  | 96 Months                                  |
| "Slide" (feat. Frank Ocean a Migos)                                                     | 2017 | 10                     | 11                     | 10                     | 16                     | 15                     | 25                     | 12                     | 10                     | 8                      | 25                     | - BPI: 2× Platinum - ARIA: 6× Platinum - BEA: Platinum - BVMI: Gold - MC: 7× Platinum - RIAA: 5× Platinum - RMNZ: Platinum - SNEP: Platinum          | Funk Wav Bounces Vol. 1                    |
| "Heatstroke" (feat. Young Thug, Pharrell Williams a Ariana Grande)                      | 2017 | 25                     | 23                     | —                      | 53                     | 23                     | 85                     | 33                     | —                      | —                      | 96                     | - BPI: Silver - ARIA: Platinum - MC: Gold - RIAA: Gold                                                                                               | Funk Wav Bounces Vol. 1                    |
| "Rollin" (feat. Future a Khalid)                                                        | 2017 | 43                     | 40                     | —                      | 36                     | 38                     | 94                     | 38                     | —                      | 34                     | 62                     | - BPI: Silver - ARIA: Platinum - MC: 3× Platinum - RIAA: 2× Platinum                                                                                 | Funk Wav Bounces Vol. 1                    |
| "Feels" (feat. Pharrell Williams, Katy Perry a Big Sean)                                | 2017 | 1                      | 3                      | 3                      | 5                      | 1                      | 9                      | 3                      | 7                      | 2                      | 20                     | - BPI: 2× Platinum - ARIA: 6× Platinum - BEA: Platinum - BVMI: Platinum - MC: 6× Platinum - RIAA: 3× Platinum - RMNZ: Platinum - SNEP: Diamond       | Funk Wav Bounces Vol. 1                    |
| "Faking It" (feat. Kehlani a Lil Yachty)                                                | 2017 | 97                     | —                      | —                      | 99                     | —                      | —                      | —                      | —                      | —                      | 94                     | - ARIA: Gold - MC: Gold - RIAA: Platinum | Funk Wav Bounces Vol. 1                    |
| "The Weekend (Funk Wav Remix)" (se SZA)                                                 | 2017 | —                      | —                      | —                      | —                      | —                      | —                      | —                      | —                      | —                      | —                      | - RIAA: Platinum | Singl bez alb                              |
| "Nuh Ready Nuh Ready" (feat. PartyNextDoor)                                             | 2018 | 48                     | —                      | —                      | 83                     | —                      | —                      | 76                     | —                      | —                      | —                      | | 96 Months                                  |
| "One Kiss" (s Dua Lipa)                                                                 | 2018 | 1                      | 3                      | 1                      | 6                      | 2                      | 1                      | 1                      | 1                      | 6                      | 26                     | - BPI: 5× Platinum - ARIA: 9× Platinum - BEA: 2× Platinum - BVMI: 2× Platinum - MC: 3× Platinum - RIAA: 4× Platinum - RMNZ: Platinum - SNEP: Diamond | 96 Months a Dua Lipa: Complete Edition     |
| "Promises" (se Sam Smith)                                                               | 2018 | 1                      | 4                      | 1                      | 15                     | 2                      | 2                      | 1                      | 2                      | 7                      | 65                     | - BPI: 3× Platinum - ARIA: 6× Platinum - BEA: Platinum - BVMI: Platinum - MC: Platinum - RIAA: Platinum - RMNZ: Platinum - SNEP: Diamond             | 96 Months a Love Goes                      |
| "I Found You" (s Benny Blanco)                                                          | 2018 | 29                     | 54                     | —                      | 95                     | —                      | —                      | 24                     | —                      | —                      | —                      | - BPI: Silver | Friends Keep Secrets                       |
| "I Found You / Nilda's Story" (s Benny Blanco a Miguel)                                 | 2019 | —                      | —                      | —                      | —                      | —                      | —                      | —                      | —                      | —                      | —                      | | Singl bez alb                              |
| "Giant" (s Rag'n'Bone Man)                                                              | 2019 | 2                      | 19                     | 1                      | 29                     | 6                      | 6                      | 3                      | 4                      | 21                     | —                      | - BPI: 3× Platinum - ARIA: 3× Platinum - BEA: Platinum - BVMI: Platinum - MC: 2× Platinum - RIAA: Gold - RMNZ: Gold - SNEP: Diamond                  | 96 Months                                  |
| "I'm Not Alone 2019"                                                                    | 2019 | 66                     | —                      | —                      | —                      | —                      | —                      | 69                     | —                      | —                      | —                      | - BPI: Silver | 96 Months                                  |
| "Over Now" (s the Weeknd)                                                               | 2020 | 33                     | 17                     | —                      | 22                     | 124                    | 92                     | 26                     | 83                     | 38                     | 38                     | - ARIA: Gold | Singl bez alb                              |
| "By Your Side" (feat. Tom Grennan)                                                      | 2021 | 9                      | —                      | 23                     | 65                     | 90                     | 75                     | 8                      | 8                      | —                      | —                      | - BPI: Platinum - ARIA: Gold - BEA: Gold - MC: Gold - NVPI: Gold - SNEP: Gold                                                                        | 96 Months a Evering Road (Special Edition) |
| "Potion" (s Dua Lipa a Young Thug)                                                      | 2022 | 16                     | 32                     | —                      | 31                     | 99                     | 85                     | 9                      | 38                     | 35                     | 71                     | - BPI: Silver - ARIA: Gold - MC: Gold - RIAA: Gold                                                                                                   | Funk Wav Bounces Vol. 2                    |
| "New Money" (s 21 Savage)                                                               | 2022 | —                      | —                      | —                      | —                      | —                      | —                      | —                      | —                      | —                      | —                      | | Funk Wav Bounces Vol. 2                    |
| "Stay with Me" (s Justin Timberlake, Halsey a Pharrell Williams)                        | 2022 | 10                     | 78                     | 28                     | 51                     | —                      | —                      | 15                     | 16                     | —                      | —                      | - BPI: Silver - ARIA: Gold | Funk Wav Bounces Vol. 2                    |
| "New to You" (s Normani, Tinashe a Offset)                                              | 2022 | —                      | —                      | —                      | —                      | —                      | —                      | —                      | —                      | —                      | —                      | | Funk Wav Bounces Vol. 2                    |
| "Miracle" (s Ellie Goulding)                                                            | 2023 | 1                      | 13                     | 3                      | 71                     | 20                     | 43                     | 1                      | 2                      | 37                     | —                      | - BPI: 2× Platinum - ARIA: 2× Platinum - BEA: Platinum - SNEP: Platinum - RIAA: Gold                                                                 | 96 Months                                  |
| "Desire" (se Sam Smith)                                                                 | 2023 | 6                      | 84                     | 7                      | 12                     | 28                     | 78                     | 7                      | 6                      | —                      | —                      | - BPI: Gold - ARIA: Gold - BEA: Gold - SNEP: Gold | 96 Months                                  |
| "Body Moving" (s Eliza Rose)                                                            | 2023 | 34                     | —                      | —                      | —                      | —                      | —                      | 58                     | —                      | —                      | —                      | | 96 Months                                  |
| "Lovers in a Past Life" (s Rag'n'Bone Man)                                              | 2024 | 13                     | —                      | 30                     | —                      | —                      | —                      | 30                     | 27                     | —                      | —                      | - BPI: Silver | 96 Months                                  |
| "Free" (s Ellie Goulding)                                                               | 2024 | 35                     | —                      | —                      | —                      | —                      | —                      | 60                     | —                      | —                      | —                      | | 96 Months                                  |
| "Smoke the Pain Away"                                                                   | 2025 | 46                     | —                      | 17                     | —                      | —                      | —                      | 73                     | —                      | —                      | —                      | | bude oznámeno                              |
| "Blessings" (feat. Clementine Douglas)                                                  | 2025 | 7                      | —                      | 5                      | —                      | —                      | —                      | 9                      | 25                     | —                      | —                      | | bude oznámeno                              |
| jako Love Regenerator                                                                   |      |                        |                        |                        |                        |                        |                        |                        |                        |                        |                        | |                                            |
| "Live Without Your Love" (se Steve Lacy)                                                | 2020 | 75                     | —                      | —                      | —                      | —                      | —                      | —                      | —                      | —                      | —                      | | 96 Months                                  |
| "We Can Come Together" (s Eli Brown)                                                    | 2021 | —                      | —                      | —                      | —                      | —                      | —                      | —                      | —                      | —                      | —                      | | Singl bez alb                              |
| "Rollercoaster" (se Solardo)                                                            | 2021 | —                      | —                      | —                      | —                      | —                      | —                      | —                      | —                      | —                      | —                      | | Rollercoaster EP                           |
| "Lonely" (s Riva Starr feat. Sananda Maitreya)                                          | 2022 | —                      | —                      | —                      | —                      | —                      | —                      | —                      | —                      | —                      | —                      | | 96 Months                                  |
| "—" značí, že se nahrávka neumístila v hitparádách nebo v tomto území ani nebyla vydána |      |                        |                        |                        |                        |                        |                        |                        |                        |                        |                        | |                                            |

### Jako vedlejší umělec
| Název                                                                                   | Rok  | Umístění v hitparádách | Umístění v hitparádách | Umístění v hitparádách | Umístění v hitparádách | Umístění v hitparádách | Umístění v hitparádách | Umístění v hitparádách | Umístění v hitparádách | Umístění v hitparádách | Umístění v hitparádách | Certifikace | Album           |
| Název                                                                                   | Rok  | UK                     | AUS                    | BEL (FL)               | CAN                    | FRA                    | GER                    | IRE                    | NLD                    | NZ                     | US                     | Certifikace | Album           |
| --------------------------------------------------------------------------------------- | ---- | ---------------------- | ---------------------- | ---------------------- | ---------------------- | ---------------------- | ---------------------- | ---------------------- | ---------------------- | ---------------------- | ---------------------- | --- | --------------- |
| "Dance wiv Me" (Dizzee Rascal feat. Calvin Harris a Chrome)                             | 2008 | 1                      | 13                     | 40                     | —                      | —                      | 48                     | 5                      | —                      | —                      | —                      | - BPI: 3× Platinum - ARIA: Platinum                                                                            | Tongue n' Cheek |
| "We Found Love" (Rihanna feat. Calvin Harris)                                           | 2011 | 1                      | 2                      | 3                      | 1                      | 1                      | 1                      | 1                      | 3                      | 1                      | 1                      | - BPI: 5× Platinum - ARIA: 8× Platinum - BEA: Platinum - BVMI: 3× Platinum - RIAA: Diamond - RMNZ: 3× Platinum | Talk That Talk  |
| "Off the Record" (Tinchy Stryder feat. Calvin Harris a Burns)                           | 2011 | 24                     | —                      | —                      | —                      | —                      | —                      | —                      | —                      | —                      | —                      | | Singl bez alb   |
| "I'm Not Here to Make Friends" (Sam Smith s Calvin Harris a Jessie Reyez)               | 2023 | 23                     | 40                     | 38                     | 32                     | —                      | 100                    | 32                     | 67                     | —                      | 71                     | | Gloria          |
| "—" značí, že se nahrávka neumístila v hitparádách nebo v tomto území ani nebyla vydána |      |                        |                        |                        |                        |                        |                        |                        |                        |                        |                        | |                 |

### Promo singly
| Název                                                                                   | Rok  | Umístění v hitparádách | Umístění v hitparádách | Umístění v hitparádách | Album                 |
| Název                                                                                   | Rok  | UK                     | IRE                    | SCO                    | Album                 |
| --------------------------------------------------------------------------------------- | ---- | ---------------------- | ---------------------- | ---------------------- | --------------------- |
| "Da Bongos"/"Brighter Days" (jako Stouffer)                                             | 2002 | —                      | —                      | —                      | Singly bez alb        |
| "Let Me Know" (feat. Ayah Marar)                                                        | 2004 | —                      | —                      | —                      | Singly bez alb        |
| "Vegas"                                                                                 | 2007 | —                      | —                      | —                      | I Created Disco       |
| "Rock Band"                                                                             | 2007 | —                      | —                      | —                      | Singl bez alb         |
| "Colours"                                                                               | 2007 | —                      | —                      | —                      | I Created Disco       |
| "Yeah Yeah Yeah, La La La"                                                              | 2009 | 172                    | —                      | —                      | Ready for the Weekend |
| "Awooga"                                                                                | 2011 | —                      | —                      | —                      | 18 Months             |
| "Iron" (s Nicky Romero)                                                                 | 2012 | —                      | —                      | —                      | 18 Months             |
| "C.U.B.A"                                                                               | 2014 | 89                     | 78                     | —                      | Singl bez alb         |
| "Slow Acid"                                                                             | 2014 | 86                     | —                      | 34                     | Motion                |
| "Burnin'" (s R3hab)                                                                     | 2014 | —                      | —                      | 77                     | Motion                |
| "Overdrive (Part 2)" (s Ummet Ozcan)                                                    | 2014 | —                      | —                      | —                      | Motion                |
| "—" značí, že se nahrávka neumístila v hitparádách nebo v tomto území ani nebyla vydána |      |                        |                        |                        |                       |

## Další umístěné písně
| Název                                                                                   | Rok  | Umístění v hitparádách | Umístění v hitparádách | Umístění v hitparádách | Umístění v hitparádách | Umístění v hitparádách | Umístění v hitparádách | Umístění v hitparádách | Umístění v hitparádách | Certifikace | Album                             |
| Název                                                                                   | Rok  | UK                     | UK Dance               | CAN                    | FRA                    | IRE                    | NZ Heat.               | SCO                    | US Dance/ Elec.        | Certifikace | Album                             |
| --------------------------------------------------------------------------------------- | ---- | ---------------------- | ---------------------- | ---------------------- | ---------------------- | ---------------------- | ---------------------- | ---------------------- | ---------------------- | ----------- | --------------------------------- |
| "Faith"                                                                                 | 2014 | —                      | 33                     | —                      | 178                    | —                      | —                      | 64                     | 31                     |             | Motion                            |
| "Together" (feat. Gwen Stefani)                                                         | 2014 | —                      | —                      | —                      | —                      | —                      | —                      | 100                    | 25                     |             | Motion                            |
| "Dollar Signs" (feat. Tinashe)                                                          | 2014 | —                      | —                      | —                      | —                      | —                      | —                      | —                      | 31                     |             | Motion                            |
| "Cash Out" (feat. Schoolboy Q, PartyNextDoor a DRAM)                                    | 2017 | —                      | —                      | 94                     | —                      | 67                     | 1                      | —                      | 20                     | - MC: Gold  | Funk Wav Bounces Vol. 1           |
| "Skrt on Me" (feat. Nicki Minaj)                                                        | 2017 | —                      | —                      | —                      | —                      | —                      | 5                      | —                      | 23                     |             | Funk Wav Bounces Vol. 1           |
| "Prayers Up" (feat. Travis Scott a A-Trak)                                              | 2017 | —                      | —                      | —                      | —                      | —                      | —                      | —                      | 18                     |             | Funk Wav Bounces Vol. 1           |
| "Holiday" (feat. Snoop Dogg, John Legend a Takeoff)                                     | 2017 | —                      | —                      | —                      | 174                    | —                      | —                      | —                      | 26                     |             | Funk Wav Bounces Vol. 1           |
| "Hard to Love" (feat. Jessie Reyez)                                                     | 2017 | —                      | —                      | —                      | —                      | —                      | —                      | —                      | 30                     |             | Funk Wav Bounces Vol. 1           |
| "Checklist" (s Normani feat. Wizkid)                                                    | 2018 | —                      | —                      | —                      | —                      | 76                     | —                      | —                      | —                      |             | Normani x Calvin Harris           |
| "Slow Down" (s Normani)                                                                 | 2018 | —                      | —                      | —                      | —                      | —                      | —                      | —                      | 37                     |             | Normani x Calvin Harris           |
| "Hypnagogic (I Can't Wait)" (jako Love Regenerator)                                     | 2020 | —                      | 16                     | —                      | —                      | —                      | —                      | 30                     | —                      |             | Love Regenerator 1 EP a 96 Months |
| "CP-1" (jako Love Regenerator)                                                          | 2020 | —                      | —                      | —                      | —                      | —                      | —                      | 56                     | —                      |             | Love Regenerator 1 EP             |
| "The Power of Love II" (jako Love Regenerator)                                          | 2020 | —                      | —                      | —                      | —                      | —                      | —                      | 96                     | —                      |             | Love Regenerator 2 EP             |
| "Moving" (jako Love Regenerator, s Eli Brown)                                           | 2020 | —                      | 27                     | —                      | —                      | —                      | —                      | 53                     | —                      |             | Love Regenerator x Eli Brown EP   |
| "Obsessed" (s Charlie Puth a Shenseea)                                                  | 2022 | 71                     | —                      | 76                     | —                      | —                      | —                      | ×                      | —                      |             | Funk Wav Bounces Vol. 2           |
| "—" značí, že se nahrávka neumístila v hitparádách nebo v tomto území ani nebyla vydána |      |                        |                        |                        |                        |                        |                        |                        |                        |             |                                   |

## Spolu umělec
| Název               | Rok  | Další umělec                     | Album                                    |
| ------------------- | ---- | -------------------------------- | ---------------------------------------- |
| "Stillness in Time" | 2007 | —                                | Radio 1 Established 1967                 |
| "Century"           | 2009 | Tiësto                           | Kaleidoscope                             |
| "Reminds Me of You" | 2011 | LMFAO                            | Sorry for Party Rocking (deluxe edition) |
| "What's Your Name"  | 2015 | Dillon Francis                   | This Mixtape Is Fire                     |
| "Don't Quit"        | 2017 | DJ Khaled, Travis Scott, Jeremih | Grateful                                 |

## Remixy

### Umístěné remixy
| Název                                                                                   | Původní umělec                           | Rok  | Umístění v hitparádách | Umístění v hitparádách | Umístění v hitparádách | Umístění v hitparádách | Umístění v hitparádách | Umístění v hitparádách | Umístění v hitparádách | Umístění v hitparádách | Certifikace                                                                      | Album         |
| Název                                                                                   | Původní umělec                           | Rok  | UK                     | AUS                    | BEL (FL)               | FRA                    | GER                    | IRE                    | NLD                    | NZ                     | Certifikace                                                                      | Album         |
| --------------------------------------------------------------------------------------- | ---------------------------------------- | ---- | ---------------------- | ---------------------- | ---------------------- | ---------------------- | ---------------------- | ---------------------- | ---------------------- | ---------------------- | -------------------------------------------------------------------------------- | ------------- |
| "Spectrum (Say My Name)"                                                                | Florence and the Machine                 | 2012 | 1                      | 4                      | 2                      | —                      | 32                     | 1                      | 55                     | 2                      | - BPI: 2× Platinum - ARIA: 5× Platinum - BEA: Gold - BVMI: Gold - RMNZ: Platinum | Ceremonials   |
| "Eat, Sleep, Rave, Repeat"                                                              | Fatboy Slim a Riva Starr feat. Beardyman | 2013 | 3                      | 47                     | 26                     | 96                     | —                      | 18                     | 2                      | —                      | - BPI: Silver                                                                    | Singl bez alb |
| "—" značí, že se nahrávka neumístila v hitparádách nebo v tomto území ani nebyla vydána |                                          |      |                        |                        |                        |                        |                        |                        |                        |                        |                                                                                  |               |

### Neumístěné remixy
| Název                                            | Rok                       | Původní umělec                                |
| ------------------------------------------------ | ------------------------- | --------------------------------------------- |
| "Rock Steady"                                    | 2006                      | All Saints                                    |
| "Get Down"                                       | 2007                      | Groove Armada                                 |
| "Let's Make Love and Listen to Death from Above" | 2007                      | CSS                                           |
| "Great DJ"                                       | 2008                      | The Ting Tings                                |
| "Hearts on Fire"                                 | 2008                      | Cut Copy                                      |
| "Uptown"                                         | 2008                      | Primal Scream                                 |
| "See the Light"                                  | 2008                      | The Hours                                     |
| "Good Days Bad Days"                             | 2008                      | Kaiser Chiefs                                 |
| "We Walk"                                        | 2009                      | The Ting Tings                                |
| "The Reeling"                                    | 2009                      | Passion Pit                                   |
| "Waking Up in Vegas"                             | 2009                      | Katy Perry                                    |
| "Supernova"                                      | 2009                      | Mr Hudson feat. Kanye West                    |
| "We Are Golden"                                  | 2009                      | Mika                                          |
| "She Wolf"                                       | 2009                      | Shakira                                       |
| "One Love"                                       | 2009                      | David Guetta feat. Estelle                    |
| "4th of July (Fireworks)"                        | 2010                      | Kelis                                         |
| "Promises"                                       | 2011                      | Nero                                          |
| "Serious"                                        | 2011                      | Manufactured Superstars feat. Selina Albright |
| "Iced Out"                                       | 2011                      | Burns                                         |
| "DNA"                                            | 2013                      | Empire of the Sun                             |
| "When You Were Young"                            | 2013                      | The Killers                                   |
| "Pray to God"                                    | 2015                      | Calvin Harris feat. Haim                      |
| "How Deep Is Your Love"                          | Calvin Harris a Disciples |                                               |
| "The Weekend" (Funk Wav Remix)                   | 2017                      | SZA                                           |
| "Alone"                                          | 2018                      | Halsey feat. Stefflon Don                     |

## Videoklipy
| Název                                                                  | Rok  | Režisér                      |
| ---------------------------------------------------------------------- | ---- | ---------------------------- |
| "Acceptable in the 80s"                                                | 2007 | Woof Wan-Bau                 |
| "The Girls"                                                            | 2007 | Kim Gehrig                   |
| "Merrymaking at My Place"                                              | 2007 | Kinga Burza                  |
| "Dance wiv Me" (Dizzee Rascal feat. Calvin Harris and Chrome)          | 2008 | Mark Anthony Galluzzo        |
| "I'm Not Alone"                                                        | 2009 | Christian Holm-Glad          |
| "Ready for the Weekend"                                                | 2009 | Ben Ib                       |
| "Flashback"                                                            | 2009 | Vincent Haycock              |
| "You Used to Hold Me"                                                  | 2010 | Dan & Julian                 |
| "Awooga"                                                               | 2011 | neznámé                      |
| "Bounce" (feat. Kelis)                                                 | 2011 | Vincent Haycock a AG Rojas   |
| "Feel So Close"                                                        | 2011 | Vincent Haycock              |
| "Off the Record" (Tinchy Stryder feat. Calvin Harris a Burns)          | 2011 | Luke Monaghan a James Barber |
| "We Found Love" (Rihanna feat. Calvin Harris)                          | 2011 | Melina Matsoukas             |
| "Let's Go" (feat. Ne-Yo)                                               | 2012 | Vincent Haycock              |
| "We'll Be Coming Back" (feat. Example)                                 | 2012 | Saman Keshavarz              |
| "Sweet Nothing" (feat. Florence Welch)                                 | 2012 | Vincent Haycock              |
| "Drinking from the Bottle" (feat. Tinie Tempah)                        | 2012 | Vincent Haycock a AG Rojas   |
| "I Need Your Love" (feat. Ellie Goulding)                              | 2013 | Emil Nava                    |
| "Thinking About You" (feat. Ayah Marar)                                | 2013 | Vincent Haycock              |
| "Under Control" (s Alesso feat. Hurts)                                 | 2013 | Emil Nava                    |
| "Summer"                                                               | 2014 | Emil Nava                    |
| "Blame" (feat. John Newman)                                            | 2014 | Emil Nava                    |
| "Slow Acid"                                                            | 2014 | Emil Nava                    |
| "Open Wide" (feat. Big Sean)                                           | 2014 | Emil Nava                    |
| "Burnin'" (s R3hab)                                                    | 2014 | neznámé                      |
| "Outside" (feat. Ellie Goulding)                                       | 2014 | Emil Nava                    |
| "Pray to God" (feat. Haim)                                             | 2015 | Emil Nava                    |
| "How Deep Is Your Love" (s Disciples)                                  | 2015 | Emil Nava                    |
| "This Is What You Came For" (feat. Rihanna)                            | 2016 | Emil Nava                    |
| "Hype" (s Dizzee Rascal)                                               | 2016 | Emil Nava                    |
| "My Way"                                                               | 2016 | Emil Nava                    |
| "Feels" (feat. Pharrell Williams, Katy Perry a Big Sean)               | 2017 | Emil Nava                    |
| "Feels" (version two) (feat. Pharrell Williams, Katy Perry a Big Sean) | 2017 | Emil Nava                    |
| "Hard to Love" (feat. Jessie Reyez)                                    | 2017 | Philip Harris                |
| "Faking It" (feat. Kehlani a Lil Yachty)                               | 2017 | Emil Nava                    |
| "Nuh Ready Nuh Ready" (feat. PartyNextDoor)                            | 2018 | Emil Nava                    |
| "One Kiss" (s Dua Lipa)                                                | 2018 | Emil Nava                    |
| "Promises" (se Sam Smith)                                              | 2018 | Emil Nava                    |
| "I Found You / Nilda's Story" (s Benny Blanco a Miguel)                | 2018 | Jake Schreier                |
| "Giant" (s Rag'n'Bone Man)                                             | 2019 | Emil Nava                    |
| "Live Without Your Love" (jako Love Regenerator, se Steve Lacy)        | 2020 | Emil Nava                    |
| "By Your Side" (feat. Tom Grennan)                                     | 2021 | Emil Nava                    |
| "Potion" (s Dua Lipa a Young Thug)                                     | 2022 | Emil Nava                    |
| "Stay With Me" (s Justin Timberlake, Halsey a Pharrell Williams)       | 2022 | Emil Nava                    |
| "Obsessed" (s Charlie Puth a Shenseea)                                 | 2022 | Emil Nava                    |
| "Miracle" (s Ellie Goulding)                                           | 2023 | Taz Tron Delix               |
| "Desire" (se Sam Smith)                                                | 2023 | KC Locke                     |
| "Body Moving" (s Eliza Roze)                                           | 2023 | Jeanie Crystal               |
| "Lovers In A Past Life" (s Rag'n'Bone Man)                             | 2024 | Hector Dockrill              |